# 청주 조헌 전장기적비
청주 조헌 전장기적비(淸州 趙憲 戰場記蹟碑)는 충청북도 청주시 상당구에 있는, 조선시대 의병장인 조헌 선생을 기리기 위하여 세운 비석이다. 1984년 12월 31일 충청북도의 유형문화재 제136호로 지정되었다.

## 개요
조선시대 의병장인 조헌 선생을 기리기 위하여 세운 비로, 임진왜란 당시 그가 승리를 이루었던 이곳 청주에 자리하고 있다.
조헌은 명종 22년(1567) 과거에 급제한 후 여러 벼슬을 거치면서 나라의 정치를 바로잡는데 힘을 다하였다. 임진왜란이 일어나자 옥천에서 의병을 일으켜, 승병장 영규와 힘을 합쳐 청주성을 탈환하기도 하였다. 왜적이 금산을 중심으로 충청도 일대를 거머쥐려 하자 승병장 영규와 700명의 의병을 이끌고 금산에서 적과 싸웠는데, 적에게 막대한 타격을 주었지만 인원이 너무 적어 결국 모두 전사하고 말았다.
비는 네모반듯한 받침돌 위에 비몸을 세우고, 큼지막한 지붕돌을 얹은 모습이다. 비몸 앞면 위쪽에는 비의 명칭을 가로로 새겼고, 그 아래에 세로로 비문을 적었다.
왜란이 끝난 후 숙종 36년(1710)에 비를 세웠으며, 김진규가 비문을 짓고, 이수당이 글씨를 썼다.

## 같이 보기
- 조헌

## 참고 자료
- 청주 조헌 전장기적비 - 국가유산청 국가유산포털